# سلس البراز
المَدَر أو سَلَس البَرَاز (بالإنجليزية: Fecal incontinence)‏ هو عبارة عن ضعف في السيطرة على التبرز، ما يؤدي إلى خروج محتويات الأمعاء بشكل لا إرادي؛ بما في ذلك الغازات وعناصر البراز السائل والمخاط أو البراز الصلب. سلس البراز هو علامة أو عرض وهو ليس تشخيصًا. يمكن أن ينتج سلس البول عن أسباب مختلفة وقد يحدث مع الإمساك أو الإسهال. يجري الحفاظ على استمرارية السلس من خلال عدة عوامل مترابطة، بما في ذلك آلية أخذ العينات الشرجية، وعادةً ما يكون هناك أكثر من نقص واحد لهذه الآليات لينتج عنها سلس البراز. يُعتقد أن الأسباب الأكثر شيوعًا هي الأذية الفورية أو المتأخرة الناجمة عن عملية الولادة، والمضاعفات الناجمة عن جراحة شرجية سابقة (لا سيما التي تشمل المصرات الشرجية أو البطانة الوعائية للبواسير)، تغير العادات المعوية (مثل الناجمة عن متلازمة القولون العصبي، وداء كرون، والتهاب القولون التقرحي، حساسية الطعام، أو الإمساك مع السلس الزائد)، والجنس الشرجي. نحو 2.2% من البالغين مصابون بهذا العرض طبقًا للإحصائيات.
لسلس البراز ثلاث عواقب رئيسية هي: الحساسية الموضعية للجلد حول الشرج ومجرى البول، بما في ذلك النقع (تليين وتبييض الجلد بسبب الرطوبة المستمرة)، أو التهابات مجرى البول، أو قرحة الفراش. غالبًا ما يكون هناك انخفاض في احترام الذات، والخجل، والشعور بالذل، والاكتئاب، والحاجة إلى تنظيم الحياة لتسهيل الوصول إلى المرحاض دوماً وتجنب الأنشطة الممتعة. سلس البراز هو مثال لحالة طبية موصومة من قبل المجتمع، ما يخلق حواجز أمام المعالجة الناجحة. إذ يكون المصابون محرجين للغاية لطلب المساعدة الطبية، ويحاولون معالجة الأعراض بمعزل عن الآخرين. وترتبط هذه الحالة بانخفاض في جودة الحياة لدى الشخص الذي يعاني منها.
سلس البراز هو واحد من أكثر الحالات الموهنة نفسياً واجتماعياً عند فرد يتمتع بصحة جيدة، ولكن يمكن علاجها بصورة عامة. يمكن تحقيق العلاج من خلال مزيج فردي من التدابير الغذائية، والدوائية، والجراحية. يكون مقدمو الخدمة الصحية على دراية سيئة بخيارات العلاج غالبًا، وقد يفشلون في التعرف على تأثير سلس البراز.

## العلامات والأعراض
يؤثر سلس البراز فعليًا على جميع جوانب حياة الناس، ويقلص إلى حد كبير الصحة البدنية والعقلية، ويؤثر على الحياة الشخصية، والاجتماعية، والمهنية. قد تشمل الآثار العاطفية الإجهاد، والخوف، والقلق، والإرهاق، والخوف من الذل العام، والشعور بالقذارة، وضعف صورة الجسم، وتقليل الرغبة في ممارسة الجنس، والغضب، والشعور بالإهانة، والاكتئاب، والعزلة، والسرية، والإحباط، والإحراج. قد يحتاج بعض الأشخاص إلى التحكم في الحياة خارج سلس البراز كوسيلة للتعويض. قد تؤثر الأعراض الجسدية أيضًا مثل وجع الجلد والألم والرائحة على نوعية الحياة. النشاط البدني مثل التسوق أو التمارين الرياضية غالباً ما يتأثر. قد يتأثر السفر أيضاً مما يتطلب التخطيط الدقيق. ويتأثر العمل أيضا بالنسبة لمعظم المرضى. العلاقات، والأنشطة الاجتماعية، والصورة الذاتية غالباً ما تتأثر. قد تتفاقم الأعراض مع مرور الوقت.

## الأسباب
سلس البراز هو علامة أو عرض، وليس تشخيصًا، ويظهر نتيجة قائمة طويلة من الأسباب. غالباً ما تنتج عن تفاعل معقد بين عدة عوامل متداخلة، والتي قد يكون من السهل تصحيح الكثير منها. ما يصل إلى 80% من الناس لديهم أكثر من عامل مسبب للعرض في نفس الوقت. يمكن تعويض العجز في المكونات الوظيفية الفردية لآلية السلس جزئيًا لفترة زمنية معينة، حتى تفشل مكونات التعويض نفسها. على سبيل المثال، قد تحدث إصابة أثناء عملية الولادة تسبق ظهور السلس لعقود، لكن التغييرات في قوة الأنسجة بعد انقطاع الطمث تقلل بدورها من كفاءة الآليات التعويضية. يُعتقد أن أكثر العوامل شيوعًا في ظهور العرض هو الإصابة أثناء الولادة وبعد آثار جراحة الشرج، وخاصة تلك التي تنطوي على العضلة العاصرة الشرجية وبطانة البواسير الوعائية.
غالبية الأشخاص الذين يعانون من سلس البول الذين تزيد أعمارهم عن 18 عامًا يندرجون في واحدة من عدة مجموعات من الآتية: الأشخاص الذين يعانون من تشوهات تشريحية شرجية (صدمة للعضلة العاصرة، انحلال العضلة العاصرة، ناسور شرجي، هبوط المستقيم)، الاضطرابات العصبية (التصلب المتعدد، إصابة النخاع الشوكي، السكتة الدماغية)، الإمساك (وجود كمية كبيرة من البراز في المستقيم)، والخلل المعرفي و/أو السلوكي (الخرف، صعوبات التعلم)، الإسهال، أمراض الأمعاء الالتهابية (مثل التهاب القولون التقرحي، مرض كرون)، ومتلازمة القولون العصبي. يُعرف مرض السكري أيضًا بأنه سبب للسلس، لكن آلية هذه العلاقة ليست مفهومة جيدًا.

### العيوب الخلقية منذ الولادة
قد تكون العيوب الخلقية الشرجية وعيوب الحبل الشوكي سببًا لسلس البراز في الأطفال. وهذه تُرصد وتُحلّ مبكراً عادةً، ولكن كبح الرغبة في التبرز غالبًا يكون ضعيفًا بعد ذلك.

### الجهاز العصبي المركزي
تتطلب السيطرة على البراز التواصل الواعي واللاوعي للمعلومات من وإلى الشرج. قد تؤثر عيوب/تلف المخ على الجهاز العصبي المركزي بشكل موضعي (مثل السكتة الدماغية أو ورم مثل آفات الحبل الشوكي أو صدمة أو التصلب المتعدد) أو بشكل منتشر (مثل الخرف أو التصلب المتعدد أو نتيجة لعدوى أو مرض باركنسون أو نتيجة للمخدرات). سلس البراز (وسلس البول) قد يحدثان أيضًا أثناء نوبات الصرع.

### الإسهال
تُعد السيطرة على البراز السائل أكثر صعوبة بالمقارنة مع البراز الصلب. ومن ثم يمكن أن يتفاقم سلس البراز بسبب الإسهال. يعتبر البعض أن الإسهال هو أكثر العوامل المتفاقمة شيوعًا. عندما يكون الإسهال ناجماً عن مشاكل مؤقتة مثل الالتهابات الخفيفة أو الحساسية الغذائية، يميل سلس البول إلى أن يكون قصير المدة. الحالات المزمنة -مثل متلازمة القولون العصبي أو داء كرون- يمكن أن تسبب الإسهال الحاد الذي يدوم لأسابيع أو أشهر. الأمراض والأدوية والدهون الغذائية التي لا يمكن هضمها والتي تتداخل مع الامتصاص المعوي قد تسبب إسهال دهني (إفرازات المستقيم الدهني) ودرجة من سلس البراز.[بحاجة لمصدر]

## المنهج التشخيصي

### التعريف
لا يوجد تعريف مقبول عالمياً حتى الآن، ولكن سلس البراز يُعرَّف عمومًا بأنه عدم القدرة المتكررة على التحكم طوعًا في مرور محتويات الأمعاء من خلال القناة الشرجية وطردها في مكان ووقت مقبولين اجتماعيًا، ويحدث ذلك في الأشخاص فوق من يبلغون الأربعة أعوام.
يمكن أن تكون الأعراض مرتبطة بشكل مباشر أو غير مباشر بفقدان السيطرة على الأمعاء. الأعراض المباشرة (الأولية) هي عدم التحكم في محتويات الأمعاء التي تميل إلى أن تتفاقم دون علاج. الأعراض غير المباشرة (الثانوية) -والتي هي نتيجة السلس- تشمل الحكة (حكة شديدة في الشرج)، التهابًا جلديًا حول الشرج (تهيج جلدي) والتهابات مجرى البول. قد يذكر الأشخاص الأعراض الثانوية فقط بسبب الإحراج بدلاً من الإقرار بسلس البراز. أي سبب رئيسي سيؤدي إلى ظهور علامات وأعراض إضافية، مثل بروز الغشاء المخاطي في حالة هبوط المستقيم الخارجي. تتشابه أعراض تسرب البراز مع سلس البراز، وقد تحدث بعد التغوط. قد يكون هناك أيضاً فقدان لكميات صغيرة من سائل بني مُلطخ للملابس الداخلية.